# Travis Hamonic
Travis Hamonic (* 16. August 1990 in Saint-Malo, Manitoba) ist ein kanadischer Eishockeyspieler, der seit August 2025 bei den Detroit Red Wings aus der National Hockey League (NHL) unter Vertrag steht. Zuvor war der Verteidiger sieben Jahre für die New York Islanders sowie vier Spielzeiten für die Calgary Flames, ein Jahr für die Vancouver Canucks und knapp drei Jahre für die Ottawa Senators aktiv. In seiner Juniorenzeit spielte er zwischen 2006 und 2010 für die Moose Jaw Warriors und die Brandon Wheat Kings in der Western Hockey League. Auf internationaler Ebene erspielte sich Hamonic zusammen mit der kanadischen Nationalmannschaft unter anderem bei der U18-Weltmeisterschaft 2008 die Goldmedaille.

## Karriere

### Western Hockey League
Travis Hamonic wurde beim Bantam Draft der Western Hockey League (WHL) in der neunten Runde von den Moose Jaw Warriors ausgewählt. In der WHL-Saison 2006/07 debütierte er schließlich für die Warriors in der WHL. In seiner zweiten WHL-Spielzeit erreichte er mit den Moose Jaw Warriors erstmals die Play-offs, wo die Mannschaft in der ersten Runde den Calgary Hitmen unterlag. Wenig später wurde er beim NHL Entry Draft, einer jährlichen Veranstaltung, bei der sich Mannschaften der National Hockey League die Rechte an hoffnungsvollen Nachwuchsspielern sichern können, von den New York Islanders in der zweiten Runde an insgesamt 53. Position ausgewählt.

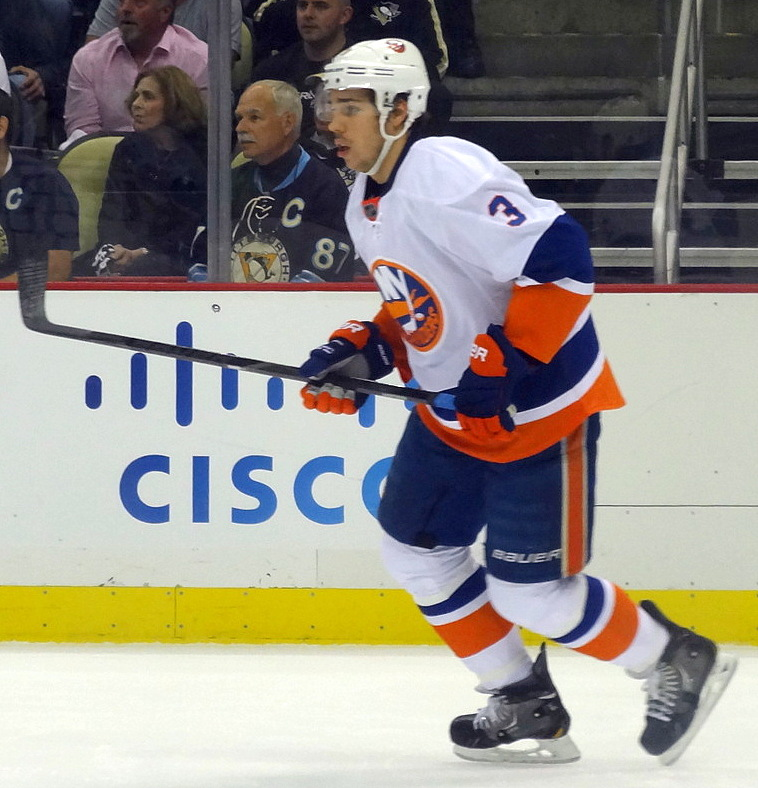
Hamonic im Trikot der New York Islanders

Nach dem Draft absolvierte der Rechtsschütze noch zwei weitere Spielzeiten in der Juniorenliga WHL. Die Saison 2009/10 war gemessen an den erzielten Scorerpunkten die persönlich erfolgreichste Spielzeit des Verteidigers. In 41 absolvierten Spielen erzielte Hamonic 11 Tore und 33 Torvorlagen für insgesamt 44 Punkte. In dieser Spielzeit wurde er kurz vor Transferschluss im Januar 2010 von den Moose Jaw Warriors im Tausch für den Spieler Dallas Ehrhardt sowie mehrerer Draftrechte zu den Brandon Wheat Kings transferiert. Hamonic absolvierte nach dem Wechsel noch zehn Partien für die Wheat Kings und wurde im Anschluss an die reguläre Saison 2009/10 in das WHL Eastern Conference All-Star-Team berufen.
Die Brandon Wheat Kings qualifizierten sich für die Play-offs und bezwangen dort in den ersten beiden Runden die Swift Current Broncos und die Saskatoon Blades. In der dritten Runde, dem Conference-Finale, unterlag die Mannschaft den Calgary Hitmen in der Best-of-Seven-Serie mit 1:4-Spielen. Trotz der Niederlage nahmen die Brandon Wheat Kings am Memorial Cup 2010 teil, da sie als Gastgeber des Turniers automatisch qualifiziert waren. Die Wheat Kings spielten sich bei diesem Wettbewerb bis ins Finale, wo sie schließlich den Windsor Spitfires unterlagen. Travis Hamonic wurde im Anschluss an das Finale in das All-Star-Team des Turniers gewählt. Vier Tage nach der Finalniederlage unterschrieb der Kanadier einen dreijährigen Einstiegsvertrag bei den New York Islanders.

### National Hockey League
Seine Karriere als Profispieler begann Travis Hamonic bei den Bridgeport Sound Tigers, dem Farmteam der Islanders aus der American Hockey League (AHL). Nach 19 Spielen für die Sound Tigers in der AHL, in denen er mit sieben erzielten Scorerpunkten erfolgreichster Verteidiger des Teams war, wurde der Abwehrspieler in den Kader der New York Islanders berufen. Am 24. November 2010 debütierte der Kanadier schließlich für die New York Islanders in der National Hockey League (NHL) bei einer Partie gegen die Columbus Blue Jackets. Der Kanadier verbrachte daraufhin den gesamten Rest der NHL-Saison 2010/11 bei den Islanders. Insgesamt kam er in dieser Spielzeit auf 62 NHL-Einsätze, in denen er 26 Scorerpunkte erzielte.
2017 wurde Hamonic mit dem NHL Foundation Player Award ausgezeichnet, der an Spieler verliehen wird, die sich besonders für wohltätige Zwecke einsetzen. Der Kanadier engagiert sich für Kinder, die ein Elternteil verloren haben; er selbst verlor seinen Vater, als er zehn Jahre alt war. Nur wenige Tage später trennten sich die Islanders nach sieben Jahren und über 400 Einsätzen von dem Verteidiger. Im Rahmen des NHL Entry Draft 2017 wurde Hamonic mit einem konditionalen Viertrunden-Wahlrecht im NHL Entry Draft 2019 oder 2020 zu den Calgary Flames transferiert. Im Gegenzug erhielt New York ein Erst- und Zweitrunden-Wahlrecht im NHL Entry Draft 2018 sowie ein konditionales Zweitrunden-Wahlrecht im NHL Entry Draft 2019 oder 2020.
In Calgary war Hamonic drei Jahre aktiv, ehe sein auslaufender Vertrag im Herbst 2020 nicht verlängert wurde. Im Januar 2021 schloss er sich probeweise (professional tryout contract) den Vancouver Canucks an, was wenig später in ein festes Engagement mündete. Im Juli 2021 unterzeichnete er dann einen neuen Zweijahresvertrag mit einem Gesamtvolumen von sechs Millionen US-Dollar in Vancouver. Bereits im März 2022 wurde der Abwehrspieler jedoch im Tausch für ein Drittrunden-Wahlrecht im NHL Entry Draft 2022 an die Ottawa Senators abgegeben. Im August 2025 unterzeichnete er als Free Agent einen Einjahresvertrag bei den Detroit Red Wings.

### International
Travis Hamonic vertrat sein Heimatland Kanada erstmals bei der U18-Junioren-Weltmeisterschaft 2008. Zusammen mit der kanadischen Nationalmannschaft gewann er bei diesem Turnier nach einem Finalsieg gegen die russische Auswahl die Goldmedaille. Seinen zweiten Einsatz bei einem internationalen Turnier hatte der Verteidiger bei der U20-Junioren-Weltmeisterschaft 2010, wo sich die Mannschaft nach einer Finalniederlage gegen die US-amerikanische Auswahl die Silbermedaille erspielte.

## Erfolge und Auszeichnungen
- 2010 WHL East Second All-Star-Team
- 2010 Memorial Cup All-Star-Team
- 2017 NHL Foundation Player Award

### International
- 2008 Goldmedaille bei der U18-Junioren-Weltmeisterschaft
- 2010 Silbermedaille bei der U20-Junioren-Weltmeisterschaft

## Karrierestatistik

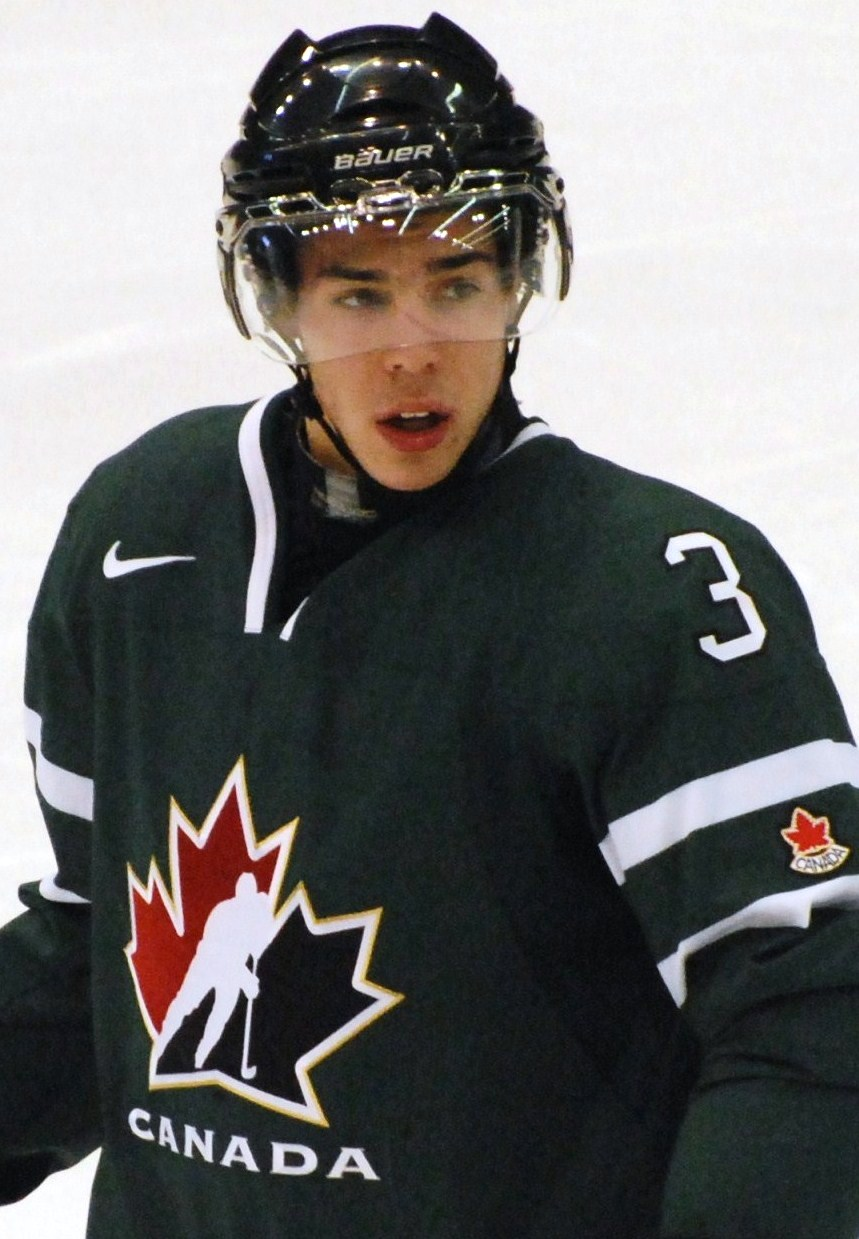
Hamonic im Trikot der Nationalmannschaft (2009)

Stand: Ende der Saison 2024/25

### International
(Legende zur Spielerstatistik: Sp oder GP = absolvierte Spiele; T oder G = erzielte Tore; V oder A = erzielte Assists; Pkt oder Pts = erzielte Scorerpunkte; SM oder PIM = erhaltene Strafminuten; +/− = Plus/Minus-Bilanz; PP = erzielte Überzahltore; SH = erzielte Unterzahltore; GW = erzielte Siegtore; 1 Play-downs/Relegation; Kursiv: Statistik nicht vollständig)